# 考特尼 (佛羅里達州)
考特尼（英語：Courtenay）是位於美國佛羅里達州布里瓦德縣的一個非建制地區。該地的面積和人口皆未知。

## 地理
考特尼的座標為28°27′24″N 80°42′35″W / 28.45667°N 80.70972°W，而該地的平均海拔高度為11米（即36英尺）。